# 倍率計
倍率計是一種測量望遠鏡放大倍率的儀器。它通常是一個雙圖像測微器（千分尺），用於測量物鏡成像圖像的直徑。通過將玻璃的實際直徑與玻璃圖像的測量直徑進行比較，可以找到放大倍數。

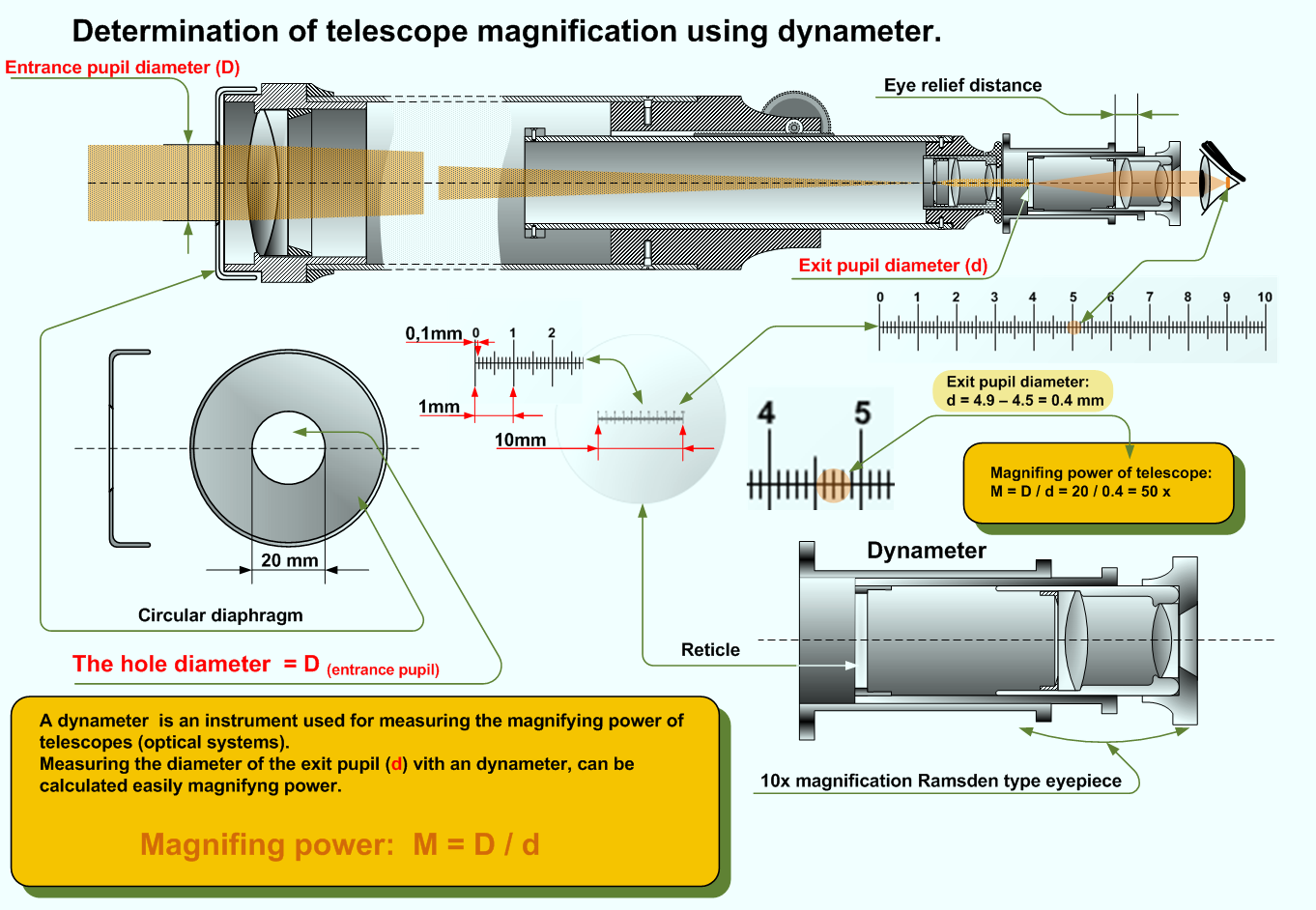

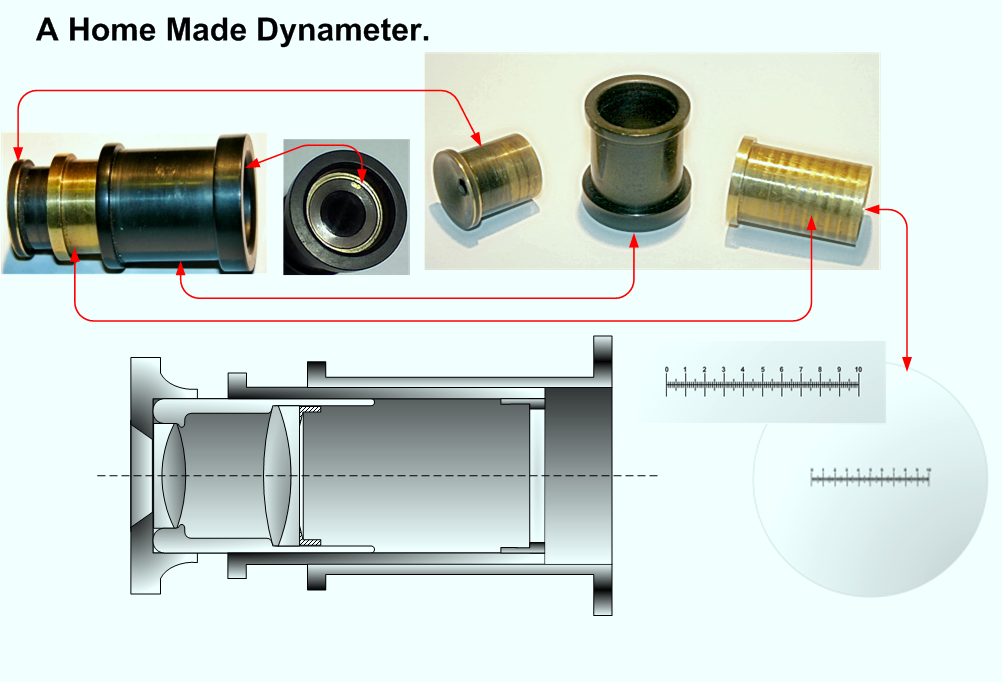